# Abu-Ishaq Ibrahim I
Abu-Ishaq Ibrahim I o Abu-Ishaq Ibrahim ibn Yahya fou emir hàfsida, fill de Abu-Zakariyyà Yahya I i germà i successor de Muhàmmad al-Mustànsir el 1279.
El 1253 s'havia revoltat al front dels àrabs dawàwides d'Ifríqiya contra el seu germà Abd-Al·lah Muhàmmad I al-Mustànsir ibn Yahya i va haver de fugir del país refugiant-se a la cort de l'emir nàsrida de Granada i, a la mort del seu nebot el 1277, a la cort de l'emir abdalwadita de Tlemcen. L'abril de 1279 una revolta a Bugia el va proclamar emir hàfsida en oposició a l'emir legal que residia a Tunis; després d'uns mesos va aconseguir l'abdicació del seu nebot Yahya II al-Wàthiq ibn Muhàmmad i va entrar a Tunis com emir únic l'agost d'aquell mateix any. Immediatament Yahya II al-Wàthiq ibn Muhàmmad fou executat juntament amb el seu visir Ibn al-Habbabar i altres personalitats del règim deposat.
Va donar al seu fill Abu-Faris ibn Ibrahim el govern de Bugia. El 30 de març 1282 van esclatar les vespres sicilianes. El governador de Constantina Ibn al-Wazir, que tenia un tractat secret amb Pere el Gran de Catalunya pel qual li donaria suport a canvi del seu ajut contra els angevins, es va revoltar i es va proclamar independent, però Abu Faris va anar des de Bugia i el va derrotar abans que Pere el Gran pogués desembarcar. Quan els catalans van desembarcar a Collo la derrota s'havia consumat i la flota catalana va marxar cap a Trapani.
Abu-Ishaq va casar a una filla amb el príncep hereu de Tlemcen. Vers el 1282 o poc abans es va revoltar un aventurer anomenat Ibn Abi-Umara, que amb el suport de les tribus àrabs es va apoderar del sud de l'Ifríqiya i es va proclamar califa l'any 1282. Va anar de victòria en victòria i Abu-Ishaq Ibrahim va haver de fugir cap a Bugia amb el seu fill (començaments de 1283). Abu-Faris el va forçar a abdicar al seu favor la primavera del 1283.